# Diglyphomorphomyia nigriscutellum
Diglyphomorphomyia nigriscutellum är en stekelart som beskrevs av Girault 1913. Diglyphomorphomyia nigriscutellum ingår i släktet Diglyphomorphomyia och familjen finglanssteklar. Inga underarter finns listade i Catalogue of Life.